# يمعة أهل (مسلسل)
يمعة أهل مسلسل درامي تراجيدي من تأليف فايز العامر وإخراج أحمد دعيبس والعرض الأول 20 أكتوبر 2013 .

## قصة المسلسل
يتناول المسلسل شرائح المجتمع حين يطغى تأثير المال على حياة الناس وما ينتج عن ذلك من صراعات تؤدي إلى تدمير العلاقات الاجتماعية حتى بين أقرب العائلات.

## طاقم العمل
- أحمد الصالح.
- باسمة حمادة.
- خالد أمين.
- عبد الإمام عبد الله.
- لطيفة المجرن.
- مشاري البلام.
- عبد الله الباروني.
- سوزان الفارس.
- عمر اليعقوب.
- منى حسين.
- غدير صفر.
- بدور عبد الله.
- سارة عبد الغني.
- عباس الموسوي.
- سارة المطيري.
- محمد حسن.
- غرور.
- محمد الوادي.
- أحمد عبد الله.
- فايز العامر.
- ناصح الفضلي.
- عبد الله بوهاجوس.
- خالد محمد جابر.
- عبد الرحمن الخراز.
- فهد ليلي.
- فرح الهادي.
- نورهان طالب.